# Samtgemeinde Fürstenau
Die Samtgemeinde Fürstenau ist eine Samtgemeinde im Nordwesten des Landkreises Osnabrück in Niedersachsen.

## Geografie
Die Samtgemeinde umfasst das südwestliche Artland mit dem nordwestlichen Teil der Ankumer Höhe und östlichen Ausläufern der Lingener Höhe. Im Osten schließt der Bramgau, im Süden das Tecklenburger Land und im Westen das Emsland an.

### Samtgemeindegliederung
Die Samtgemeinde umfasst die Mitgliedsgemeinden Berge und Bippen sowie die Stadt Fürstenau.

## Geschichte

### Einwohnerentwicklung

Bevölkerungsentwicklung in der Samtgemeinde Fürstenau seit 1987

Die folgende Übersicht zeigt die Einwohnerzahlen der Samtgemeinde Fürstenau im jeweiligen Gebietsstand und jeweils zum 31. Dezember.
Bei den Zahlen handelt es sich um Fortschreibungen des Landesbetriebs für Statistik und Kommunikationstechnologie Niedersachsen auf Basis der Volkszählung vom 25. Mai 1987.
| Jahr | Einwohner |
| ---- | --------- |
| 1987 | 13864     |
| 1990 | 14631     |
| 1995 | 16494     |
| 2000 | 16619     |
| 2005 | 16841     |
| 2010 | 16450     |
| 2020 | 16063     |

1Ab 2008 enthalten die den Wanderungsdaten zugrunde liegenden Meldungen der Meldebehörden zahlreiche Melderegisterbereinigungen, die infolge der Einführung der persönlichen Steuer-Identifikationsnummer durchgeführt worden sind. Daher sind die Daten nur eingeschränkt aussagekräftig.

## Politik

### Samtgemeinderat
Der Samtgemeinderat hat gegenwärtig 26 Mitglieder. Dies ist die festgelegte Anzahl für eine Samtgemeinde mit einer Einwohnerzahl zwischen 10.001 und 11.000 Einwohnern. Die Ratsmitglieder werden durch eine Kommunalwahl für jeweils fünf Jahre gewählt. Die aktuelle Amtszeit begann am 1. November 2021 und endet am 31. Oktober 2026.
Hinzu kommt der Samtgemeindebürgermeister Matthias Wübbel (SPD) als stimmberechtigtes Mitglied. Die einstimmig gewählte Ratsvorsitzende ist mit Sandra Elbers (SPD) seit fast 50 Jahren erstmals eine Frau.
Die folgende Tabelle zeigt die Kommunalwahlergebnisse seit 1996.
| Rat der Samtgemeinde Fürstenau: Wahlergebnisse und Samtgemeinderäte | Rat der Samtgemeinde Fürstenau: Wahlergebnisse und Samtgemeinderäte | Rat der Samtgemeinde Fürstenau: Wahlergebnisse und Samtgemeinderäte | Rat der Samtgemeinde Fürstenau: Wahlergebnisse und Samtgemeinderäte | Rat der Samtgemeinde Fürstenau: Wahlergebnisse und Samtgemeinderäte | Rat der Samtgemeinde Fürstenau: Wahlergebnisse und Samtgemeinderäte | Rat der Samtgemeinde Fürstenau: Wahlergebnisse und Samtgemeinderäte | Rat der Samtgemeinde Fürstenau: Wahlergebnisse und Samtgemeinderäte | Rat der Samtgemeinde Fürstenau: Wahlergebnisse und Samtgemeinderäte | Rat der Samtgemeinde Fürstenau: Wahlergebnisse und Samtgemeinderäte | Rat der Samtgemeinde Fürstenau: Wahlergebnisse und Samtgemeinderäte | Rat der Samtgemeinde Fürstenau: Wahlergebnisse und Samtgemeinderäte | Rat der Samtgemeinde Fürstenau: Wahlergebnisse und Samtgemeinderäte | Rat der Samtgemeinde Fürstenau: Wahlergebnisse und Samtgemeinderäte | Rat der Samtgemeinde Fürstenau: Wahlergebnisse und Samtgemeinderäte | Rat der Samtgemeinde Fürstenau: Wahlergebnisse und Samtgemeinderäte | Rat der Samtgemeinde Fürstenau: Wahlergebnisse und Samtgemeinderäte | Rat der Samtgemeinde Fürstenau: Wahlergebnisse und Samtgemeinderäte |
| | SPD                                                                 | SPD                                                                 | CDU                                                                 | CDU                                                                 | Grüne                                                               | Grüne                                                               | FDP                                                                 | FDP                                                                 | AfD                                                                 | AfD                                                                 | Wählerge- meinschaften                                              | Wählerge- meinschaften                                              | Gesamt                                                              | Gesamt                                                              | Wahl- beteiligung                                                   |                                                                     |                                                                     |
| Wahlperiode | %                                                                   | Mandate                                                             | %                                                                   | Mandate                                                             | %                                                                   | Mandate                                                             | %                                                                   | Mandate                                                             | %                                                                   | Mandate                                                             | %                                                                   | Mandate                                                             | %                                                                   | Gesamtanzahl der Sitze im Rat                                       | %                                                                   |                                                                     |                                                                     |
| --- | ------------------------------------------------------------------- | ------------------------------------------------------------------- | ------------------------------------------------------------------- | ------------------------------------------------------------------- | ------------------------------------------------------------------- | ------------------------------------------------------------------- | ------------------------------------------------------------------- | ------------------------------------------------------------------- | ------------------------------------------------------------------- | ------------------------------------------------------------------- | ------------------------------------------------------------------- | ------------------------------------------------------------------- | ------------------------------------------------------------------- | ------------------------------------------------------------------- | ------------------------------------------------------------------- | ------------------------------------------------------------------- | ------------------------------------------------------------------- |
| 002021–2026 | 43,9                                                                | 11                                                                  | 40,7                                                                | 11                                                                  | 6,5                                                                 | 2                                                                   | 5,0                                                                 | 1                                                                   | 4,1                                                                 | 1                                                                   | –                                                                   | –                                                                   | 100                                                                 | 26                                                                  | 61,6                                                                |                                                                     |                                                                     |
| 002016–2021 | 43,2                                                                | 11                                                                  | 49,0                                                                | 13                                                                  | 5,2                                                                 | 1                                                                   | 2,6                                                                 | 1                                                                   | –                                                                   | –                                                                   | –                                                                   | –                                                                   | 100                                                                 | 26                                                                  | 56,7                                                                |                                                                     |                                                                     |
| 002011–2016 | 43,8                                                                | 12                                                                  | 46,3                                                                | 12                                                                  | 5,0                                                                 | 1                                                                   | 0,9                                                                 | 0                                                                   | –                                                                   | –                                                                   | 3,0                                                                 | 0                                                                   | 100                                                                 | 26                                                                  | 56,1                                                                |                                                                     |                                                                     |
| 002006–2011 | 48,1                                                                | 15                                                                  | 47,4                                                                | 15                                                                  | 2,5                                                                 | 1                                                                   | 1,9                                                                 | 1                                                                   | –                                                                   | –                                                                   | –                                                                   | –                                                                   | 100                                                                 | 32                                                                  | 60,8                                                                |                                                                     |                                                                     |
| 002001–2006 | 38,7                                                                | 13                                                                  | 56,8                                                                | 19                                                                  | 3,0                                                                 | 0                                                                   | 1,5                                                                 | 0                                                                   | –                                                                   | –                                                                   | –                                                                   | –                                                                   | 100                                                                 | 32                                                                  | 62,3                                                                |                                                                     |                                                                     |
| 1996–2001 | 35,5                                                                | 12                                                                  | 58,4                                                                | 19                                                                  | 4,0                                                                 | 1                                                                   | 2,1                                                                 | 0                                                                   | –                                                                   | –                                                                   | –                                                                   | –                                                                   | 100                                                                 | 32                                                                  | 67,7                                                                |                                                                     |                                                                     |
| Prozentanteile gerundet. Quellen: Landesbetrieb für Statistik und Kommunikationstechnologie Niedersachsen, Landkreis Osnabrück. Bei unterschiedlichen Angaben in den genannten Quellen wurden die Daten des Landesbetrieb für Statistik und Kommunikationstechnologie verwendet,da diese eine insgesamt höhere Plausibilität aufweisen. |                                                                     |                                                                     |                                                                     |                                                                     |                                                                     |                                                                     |                                                                     |                                                                     |                                                                     |                                                                     |                                                                     |                                                                     |                                                                     |                                                                     |                                                                     |                                                                     |                                                                     |

### Bürgermeister
Hauptamtlicher Samtgemeindebürgermeister der Samtgemeinde Fürstenau ist Matthias Wübbel (SPD). Bei der letzten Bürgermeisterwahl am 13. September 2021 erhielt er 46,63 % der Stimmen, seine Gegenkandidaten Dirk Imke (CDU) erhielten 46,31 %, Ralf Albers (FDP) 4,87 % und Friedrich Dirkmann (Einzelwahlvorschlag) 2,19 % der Stimmen. In der darauf folgenden Stichwahl am 21. September 2021 setzte er sich knapp mit 50,80 % der Stimmen gegen Dirk Imke (CDU) mit 49,20 % der Stimmen durch. Matthias Wübbel erhielt somit nur 137 Stimmen mehr als Dirk Imke. Die Wahlbeteiligung lag bei 66,09 %. Wübbel trat seine Amtszeit am 1. November 2021 an und löste den bisherigen Amtsinhaber Benno Trütken (SPD) ab, der nicht mehr kandidiert hatte.
Dieser wurde bei der vorherigen Bürgermeisterwahl am 25. Mai 2014 mit 50,4 % der Stimmen gewählt. Seine Gegenkandidatin Ann Oldiges (CDU) erhielt 49,6 %. Die Wahlbeteiligung lag bei 56,0 %. Trütken trat seine Amtszeit am 1. November 2014 an und löste den bisherigen Amtsinhaber Peter Selter (CDU) ab, der ebenfalls nicht mehr kandidiert hatte.
- Seit 2021 Matthias Wübbel (SPD)
- 2014–2021 Benno Trütken (SPD)
- 2006–2014 Peter Selter (CDU)
- 1996–2006 Helmut Kamlage (CDU)[16]